# 日本電気
日本電気株式会社（にっぽんでんき、英: NEC Corporation）は、東京都港区芝五丁目に本社を置く住友グループの電機メーカー。略称はNEC（エヌ・イー・シー）、日電（にちでん）。通称としては一般的に「NEC」が使われ、ロゴタイプや関連会社の名前などにも「NEC」が用いられている。
旧社名は住友通信工業株式会社（すみともつうしんこうぎょう）。住友電気工業と兄弟会社で、同社及び住友商事とともに住友新御三家の一角であるが、住友の象徴である井桁マークは使用していない（「住友通信工業」時代のみ井桁マークを使用していた）。
ブランドステートメントは「Orchestrating a brighter world」。
日経平均株価およびTOPIX Large70、JPX日経インデックス400の構成銘柄の一つ。

## 概説
有線・無線通信機器（IP電話網、携帯電話基地局、テレビジョン放送設備、都市・交通無線、鉄道無線、船舶無線、航空無線、自動車通信等）、コンピュータ（IAサーバ、UNIXサーバからメインフレーム、スーパーコンピュータまで）およびITサービス（システムインテグレーションSI、デジタルトランスフォーメーションDX）を主力事業としている。また、政府機関向け人工衛星・宇宙探査機を開発・製造している。インフォメーション・テクノロジー (IT) とネットワーク (NW) 、ITとオペレーショナル・テクノロジー (OT) の融合を掲げ、サーバやミドルウェアなどのクラウドコンピューティング基盤、IoTのためのエッジコンピューティング基盤、NGNやSDNなどの通信ネットワーク、スマートグリッドなどのエネルギーネットワーク、社会ソリューション向け人工知能 (AI)、サイバーセキュリティやコンピュータ媒介現実 (AR/MR)、近年は電子政府、FinTech（ブロックチェーン開発）やモビリティサービス技術にも力を入れている。
日本のマイコン、パーソナルコンピュータ市場では黎明期より手がけ、1976年（昭和51年）のTK-80のリリースで、日本のマイコン市場の活性化に努めた。国内で「NEC」というブランドで親しまれているものにパーソナルコンピュータ (PC) があったが、2000年以降は個人消費者向け製品から法人向け製品や社会インフラ製品へ注力するよう事業改革が進められた。
「海底から宇宙まで」、ICTを活用した社会インフラの高度化を掲げる国内外の社会インフラ事業では、局用交換機、衛星地上局、マイクロ波通信設備、光海底ケーブル、放送送信機などの通信装置や生体認証システムやNシステムのような監視システムなどのセキュリティシステムの構築実績を持つ。政府開発援助を活用し、新興国を中心にICTインフラの構築を手がけてきた。アフリカは1963年から取引があり、これまでアフリカ大陸の40カ国以上に、マイクロ波通信システムを納入した。また、アジアの主要空港向けに、生体認証技術を活用した安全で確実な出入国審査を実現する電子パスポートシステムを提供している。現地法人のある南アフリカでは、指紋認証による7千万人規模の国民IDシステムを構築した。
2019年現在、サーバ分野で富士通に次ぎ国内2位 である。メインフレームは現存する国内3社、世界6社のうちの1社である。ベクトル型スーパーコンピュータを製造する世界で現存する唯一のメーカーである。通信設備では国内首位であり、通信衛星から光通信など様々な設備を販売している。PASOLINKブランドは、2000年代から2010年代前半にかけて小型の固定無線伝送装置で世界トップのシェアを持っていた。ネットワーク機器関連の製品ではUNIVERGEブランドが代表的な製品である。IoT/M2Mソリューションの製品にはCONNEXIVEがある。ITサービスでは、2016年時点で富士通とNTTデータに次ぐ、国内3位である。
人工衛星・宇宙探査機については、日本において国内シェア約7割に相当する50機以上の開発実績を持ち、ロケットを手掛ける三菱重工業、IHI、人工衛星を手掛ける三菱電機と共に、宇宙業界の通称「ビッグ4」の一角をなす。
人工知能を活用した画像認識 や自然言語認識 技術に強みを持ち、顔認識システムNeoFaceは国立標準技術研究所が主催する顔認証ベンチマークにおいて4回連続でスピード・精度ともに世界一である。顔、虹彩、指紋・掌紋、指静脈、声、耳音響の6つの生体認証技術はBio-Idiomブランドでサービスを展開する。
これらの製品・サービスの国際市場への販売にも力を入れているとともに、海外メーカーなどの通信機器、コンピュータ、ソフトウェアも販売している。ただし、ハードウェア単体の販売や売り切りのSI受託開発から、継続的なサービスの販売や生体認証と人工知能をコアとしたITプラットフォームビジネスモデルへと構造改革を進めている。

## 歴史

### 創業から1980年頃まで
1899年（明治32年）7月17日、岩垂邦彦とウェスタン・エレクトリック（米国。以下「W.E.社」、現在のアルカテル・ルーセントの前身）が54%を出資する日米合弁会社として設立。W.E.社は当初、沖電機工場（現・沖電気工業）を合弁先に交渉したが、沖牙太郎との間で条件がまとまらず成立しなかった。このため、W.E.社の代理人として交渉に当たっていた岩垂が自ら会社を興して提携相手となった（これは日本最初の合弁企業の事例とされる）。なお、1992年まで使用されていたNECのロゴタイプはW.E.社のロゴに由来している。1918年（大正7年）W.E.社は海外投資部門を分離し、インターナショナル・ウェスタン・エレクトリック（以下I.W.E.社）を設立。1925年（大正14年）にI.W.E.社は買収され、インターナショナル・スタンダード・エレクトニクス・コーポレーション（I.S.E.社）と改称。
戦前は、電話交換機などの通信機器の製造を主な事業としていた。1928年（昭和3年）に日本電気の丹羽保次郎、小林正次らが昭和天皇の即位大礼の写真のファクシミリ通信を成功させた業績で知られる。
1932年（昭和7年）、I.S.E.社は経営を住友財閥に委託した。第二次世界大戦で日米関係が悪化すると、1941年（昭和16年）、I.S.E.社所有の株式が敵国資産として処分され住友グループ傘下となった。このため、1943年（昭和18年）2月から1945年（昭和20年）11月まで、住友通信工業株式会社と社名変更していた（住友電気工業が当時既に存在していたためこの社名になったようである）。大戦期は陸軍の無線機を一手に引き受け、電波警戒機の開発も行っていた。
1949年（昭和24年）に東京証券取引所に上場。
1951年（昭和26年）I.S.E.社と資本提携復活。
戦後は、通信関係や真空管や半導体など電子部品の製造のほか、1953年（昭和28年）に子会社「新日本電気」（のちの日本電気ホームエレクトロニクス、現在は清算）により家電・無線通信機器分野に進出した。また、1958年（昭和33年）のNEAC 1101からコンピュータの開発にも取り組み始めた。

旧ロゴ（1963年 - 1992年10月）

1960年代から、マイクロ波通信装置を中心とする通信機器の海外輸出に積極的に取り組み始めた。
1963年（昭和38年）、茨城宇宙通信実験所の日本初の衛星通信地球局に高感度受信装置を納入。
1966年（昭和41年）、日本板硝子と共に世界最初期の自己収束型光ファイバー「セルフォック」を開発。1970年代にはマイクロ波通信や光ファイバー通信用の半導体レーザーの量産化でも世界をリードする。
1970年（昭和45年）には、日本初の人工衛星である「おおすみ」を製造し、運用に成功する。
1977年（昭和52年）に、当時会長であった小林宏治によって「コンピュータと通信の融合」をうたった「C&C」（Computer & Communicationの略）のスローガンが提唱され、新たな企業理念となる。これ以降、それまで「電電ファミリー」（例えば電話交換機では富士通と並び大手の一角と言われた）というイメージの強かったNECは、情報・通信系を中心とした総合電機メーカーへと変貌を遂げる。

### 1980年頃から1990年代まで

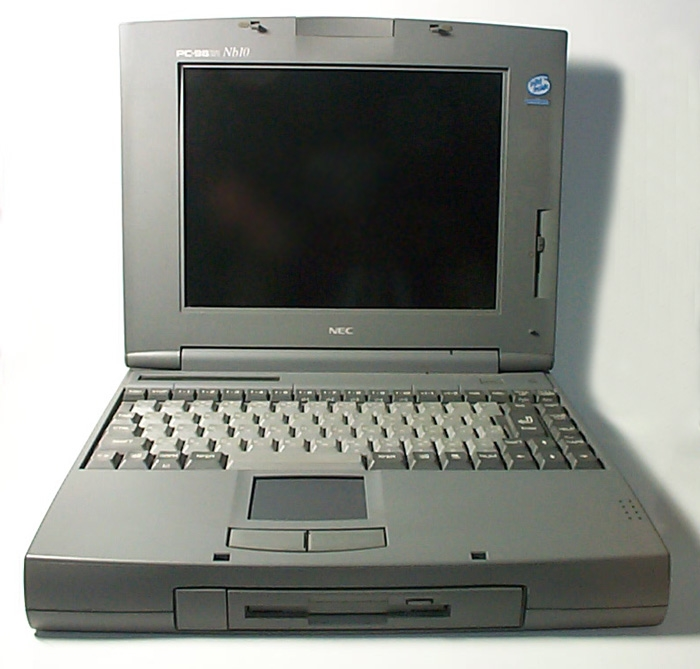
ノートパソコンの一例
PC-9821 Nb10

1982年（昭和57年）に発売された「PC-9800シリーズ」は、約15年間にわたって日本のパソコン市場を席巻し、「国民機」とも呼ばれた。
C&Cの理念は小林の実質的な後継社長であった関本忠弘の時代にも引き継がれ、上記のPC-9800シリーズによる国内PCの圧倒的シェアに加え、1985年にはスーパーコンピュータSX-2が世界最速となり、1980年代後半には半導体生産で世界一位となるなど、日本を代表するエレクトロニクス企業へと成長した。コンピュータ系の事業部門においては、富士通の池田敏雄と並ぶ日本の情報処理分野の生みの父とされる水野幸男などが、汎用機や関本の好む大型技術案件だけに集中しがちなNEC自体の傾向を補正し、PCやUNIXなどの当時の次世代技術に他ベンダよりいち早く投資を続ける事により発展してきたという側面も大きい。
1983年（昭和58年）に英文社名を現在のものに変更する。
NECを含めた日本企業の国際半導体市場進出は、「日の丸半導体」と呼ばれたが、日米半導体貿易摩擦問題として政治問題化するまでになった。そしてプラザ合意（1985年）後の急速な円高や、1986年から1996年まで続いた「日米半導体協定」 の影響により競争力は衰えることとなった。

新ロゴ（1992年10月 - ）

1990年（平成2年）には、創業以来の地に現在の本社ビルであるNECスーパータワーが建設された。建設中は森永製菓本社がある森永プラザビルを間借りした。1992年（平成4年）10月5日には、CI刷新により、現在の青色のNECロゴに変更した。このロゴの使用を開始した1992年（平成4年）以降、対外的には「NEC」を通称とするようになっている。
1990年代後半に至り、国内PC市場でのPC/AT互換機の台頭により、長らく国内で高いシェアを誇っていたPC-9800シリーズはその比率を下げ、1997年には実質的にPC/AT互換機の仕様を取り入れたPC98-NXシリーズへと路線変更した。さらに、海外PC市場進出をめざし買収したパッカードベル社の不振、半導体市場での米国・韓国・台湾勢との競争激化といった要因により業績の勢いにかげりが見えた矢先、1998年（平成10年）には防衛庁調達における価格水増し疑惑が発覚し、企業イメージを損なうこととなった。この責任を取る形で関本は会長を退き、社長も金子尚志から西垣浩司へと交代した。

### 2000年代から現在まで
西垣社長体制下において、不採算事業のリストラとガバナンス強化施策に従い、家電分野から撤退した。1999年（平成11年）12月には、DRAM事業部門を分社化し、NEC日立メモリ（エルピーダメモリに改称後、会社更生法適用により、現：マイクロンメモリジャパン）を設立する。また2000年（平成12年）4月には、社内カンパニーとしてNECソリューションズ・NECネットワークス・NECエレクトロンデバイスを設立したが、2002年（平成14年）11月に半導体関連部門のNECエレクトロンデバイスをNECエレクトロニクス（現：ルネサスエレクトロニクス）として分社化、カンパニー制自体も導入からわずか3年後の2003年（平成15年）4月に廃止された。総合電機メーカーとしての暖簾を下ろし、C&Cコンセプトに立ち戻り、コンピュータシステム及び通信を中心とした電機メーカーへ転換した。
2001年（平成13年）、創立100周年記念事業として、玉川事業場の一部を高層ビル群に建て替えた（NEC玉川ルネッサンスシティ）。年間の売上が5兆4097億円と過去最大に達した（2016年度の2倍以上）。
2002年（平成14年）には「地球シミュレータ」を完成させ、日米スパコン貿易摩擦以降初めてスーパーコンピュータの世界最速を記録し、コンピュートニク・ショックとも呼ばれた。
2004年（平成16年）11月、アビームコンサルティングと業務提携し、グループに加えることで、ビジネスコンサルティングとITサービスを強化する。
また、通信ネットワークのインターネット化・IP化を進め、次世代電話網のNGN（Next Generation Network）に関しては、IT/NW機器業界では一番早くから対応を進めている。
1988年よりNASDAQに米国預託証券（ADR）を上場していたが、米国の監査法人から求められていた保守・サポートサービスと製品が一体になった「複合契約」の収益分析が完了しなかったため、上場維持に必要な証券取引等監視委員会に対する2006年3月期の年次報告書を提出できず、2007年10月に上場を廃止した。その後、SECとの間では2008年6月に和解が成立した。また、この関連で2006年の中間決算より、日本国内向けの財務諸表の作成基準を従来の米国基準から日本基準に変更している。
2007年（平成19年）4月、日産自動車とともに自動車アプリケーション用リチウムイオン電池の開発を行うオートモーティブエナジーサプライを設立した。2010年にはリチウムイオン電池専門のNECエナジーデバイスを設立。2012年（平成24年）4月には、社内にスマートエネルギー事業本部を設置した。2014年5月にはNECエナジーソリューションズを北米に設立した。しかし、2017年にオートモーティブエナジーサプライ・NECエナジーデバイスともに株式を売却する方針と発表、2019年3月に売却した。北米のNECエナジーソリューションズも2021年9月に売却した。このように、2000年代後半から2010年代にかけて注力した蓄電池等のスマートエネルギー関連事業は、2020年代には縮小した。2023年の時点で社長を務める森田隆之は、インタビューで2019年の売却を「失敗」と評し、「売らなければ今、花開いているであろう事業です」と述べた。
2009年3月期決算（2008年度）は、主に半導体分野などの不振が響き、営業損益で62億円、当期損益では2966億円の赤字となった。決算発表で社長の矢野薫は「不採算事業の撲滅」を掲げ、経費の見直しとともに人員削減にも取り組むと述べた。この方針の一環として、2009年度中に国内研究員の約15％（約150人）を製品開発や営業、SEなどの事業部門に異動させる方針と報じられた。
2010年（平成22年）、6月13日、NEC東芝スペースシステムが主製造業者として製造した「はやぶさ」が世界初の地球重力圏外にある天体からのサンプルリターンに成功して地球に帰還する。
同年、携帯電話事業を分社化し、NECカシオ モバイルコミュニケーションズ（後のNECモバイルコミュニケーションズ）を設立する。また、半導体子会社のNECエレクトロニクスはルネサス テクノロジと合併しルネサス エレクトロニクスとなった。
2011年（平成23年）1月27日、1980年代から国内シェア首位のPC事業を分社化し、世界シェア4位のレノボとともに合弁会社を設立すると発表した。これにより国内最大手のPC事業グループが誕生した。
これらの統合による規模のメリットによって、パーソナルプロダクトのコストダウンやシェア拡大を目指す一方で、成長市場であるクラウドやスマートグリッドなどのビジネス・社会インフラ関係の分野での事業創出を図っている。
2012年3月期決算（2011年度）は、営業利益は737億円となったものの、最終当期損益は1103億円の赤字で2期連続の赤字となる。決算発表では、スマートフォンの伸び悩みやタイでの洪水によるサプライチェーンへの影響といった事業面での事情のほか、繰延税金資産の見直し、構造改革特別費用405億円の計上が赤字の要因として挙げられた。これに先立って同年1月には業績の下方修正とともに1万人の人員削減を含む事業構造改革の実施を発表していた。2013年3月決算期（2012年度）は304億円の当期利益に回復した。
2011年に、SDN（Software Defined Network）を実現するOpenFlow技術を世界で初めて製品化したUNIVERGE PFシリーズを発売する。2013年（平成25年）には、SDN戦略本部を設立し、世界で初めて通信キャリア向けネットワークのSDN仮想化ソリューションを発売する など、SDNを新しい事業の柱として据える方針を打ち出した。しかし、SDNの先駆的な実用化に成功しながらシスコシステムズなどに市場の主導権を奪われたと、2017年の時点で指摘されている。
2010年代にはシンガポールにセキュリティ関連事業の拠点「グローバルセーフティ事業部（GSD）」を設置。
携帯電話はフィーチャーフォンの時代には2001年から2004年までの4年間国内シェアトップを占めていたが、2011年には7位まで落ち込んだ。2011年発売のMEDIASによりスマートフォンに参入したものの、2013年7月に事業撤退を発表した。フィーチャーフォンの開発は継続するとしたが、パーソナル事業から社会インフラ事業へのシフトがますます鮮明となる。フィーチャーフォンのみとなった携帯電話事業は2016年3月に、NECモバイルコミュニケーションズを解散する形で再びNEC本体直轄となった。携帯電話事業の縮小をめぐっては、2012年に東京国税局の税務調査で、海外事業からの撤退に絡んで要求され支払った補償金などが交際費と認定され、約100億円分の所得隠しを指摘される事態も付随して起きた。
2010年代半ばからはビッグデータ、IoTや人工知能（AI）関連に注力するようになる。2014年4月にはビッグデータ戦略本部を新設した。2015年6月、ものづくりソリューションとして「NEC Industrial IoT」というサービスの提供を開始した。2016年6月には産業技術総合研究所と共同で「産総研‐NEC 人工知能連携研究室」を設立、7月には人工知能技術を集結した「NEC the Wise」ブランドを策定した。
2016年4月、FinTech事業開発室を新設した。また、大阪大学内に次世代コンピューターの基盤技術を開発する「NECブレイン・インスパイヤード・コンピューティング協働研究所」を設立した。
同月、2017年3月決算期より、国際財務報告基準（IFRS）を適用することを発表した。
2016年12月、1960年代より開発で先行し、常にトップグループを走り続けてきたオフィスコンピュータの製造より撤退。同製品の市場規模の縮小により採算が悪くなった影響である。コンビニエンスストアやホテルなどの稼働中のバックオフィス用コンピュータは独占状態に近く、保守サポートは2023年まで継続する。
2016年12月、人工知能を活用したがん治療用ワクチンの開発を担う新会社「サイトリミック」を設立。2019年には医療分野への展開として、定款を変更し創薬事業に参入した。
2017年2月、公正取引委員会より、消防救急デジタル無線の入札において談合があったとして、他の3社（富士通ゼネラル・沖電気工業・日本無線）とともに排除措置と課徴金支払を命じられる。2017年3月決算期（2016年度）の決算は海外事業の不振などに加え、前記の公取委の課徴金の影響もあって減収減益となり、当時掲げていた中期計画（2019年3月決算期まで）を撤回する事態となった。公取委の談合認定に関してはその後、立ち入り検査を2016年に受けた日付（11月18日）を「NECコンプライアンスの日」として不正再発防止の啓発を社内で実施している。また、業績回復に向けた構造改革として、2018年（平成30年）1月30日に、2020中長期計画にて、国内の間接部門やハードウェア事業領域で希望退職を募るなどによる3000人の人員整理を発表した。
2010年代後半からは日本国外企業のM&Aを積極的に手がけるようになる。2018年1月、イギリスのITサービス会社ノースゲート・パブリック・サービシズの買収を発表。同年12月27日にはデンマーク最大のIT企業である「KMD」を買収すると発表した。この2件はいずれも海外セーフティ事業を強化が目的と報じられた。2020年12月23日には、スイスの大手金融ソフトウェア企業であるAvaloq Group AGの買収を完了。買収価格は20.5億スイス・フラン（約2360億円）。
2018年1月には、地球観測衛星「ASNARO-2」の打ち上げに向け人工衛星の運用を独自で行う施設を新設し、製造から打ち上げ後の運用まで自社で行う初の国内メーカーとなった。当「NEC衛星オペレーションセンター」における衛星の運用事業に加え、衛星画像データの販売事業にも参入する。
第5世代移動通信システム（5G）に向けては、2018年10月24日にサムスン電子と5G向け基地局の技術開発と営業で提携すると正式に発表した。2020年には、次世代通信規格5Gのインフラ整備でイギリス政府やNTTとの協業を進める。5G投資の一環として、同年6月にはNTTとの資本業務提携を発表し、NTTはNECに約645億円を出資して4.8％の株式を取得した。2021年11月、大阪大学と共同で「NEC Beyond 5G協働研究所」を設置した。
量子コンピュータ分野では、2019年3月1日、産業技術総合研究所と共同の研究室「NEC―産総研　量子活用テクノロジー連携研究室」を設立した。さらに2020年6月には、量子アニーリングマシン分野で、D-Wave Systemsと協業を発表。量子暗号では、東芝や東京大学、NICT、野村ホールディングスなどと協業・共同検証を行っている。
2019年4月24日には新ブランド「NEC Smart Connectivity」を立ち上げ、ネットワーク技術やソリューションを、IoT化を迎える新たな領域におけるサービス事業を展開すると発表した。
2019年8月5日、新たな移動環境づくりを目指し、空飛ぶ車の試作機の浮上実験を公開した。
2020年3月決算期（2019年度）は、ビジネスPC特需などにより営業利益は前年比120%の1276億円となり、当期利益は過去最高を記録した。
2021年3月決算期（2020年度）は、新型コロナウイルス感染症流行の影響を受けながらも、5G基地局やGIGAスクールといった需要で補い、減収増益（調整後営業利益1782億円）だった。この決算発表と合わせて公表した2021年度（2022年3月決算期）の業績見込は成長投資などのため前年比減益としたが、株式市場では予想を下回ったとして「失望売り」が起きた。最終的に2022年3月期決算は、会社発表を上回った。
2021年7月、「NEC都市OS」を提供開始。NECはこれまで、国内13の自治体にスマートシティ事業者として参画しており、日本政府のスーパーシティ構想に応募した全国31自治体のうち17自治体にNECが参画している。
2023年1月30日、同年6月の株主総会での承認を前提とした指名委員会等設置会社への移行決定を発表し、6月22日の株主総会での承認を経て正式に移行した。

## 採用・人事
2018年以降はキャリア採用を大幅に増やしていると紹介されている。

## 歴代社長等

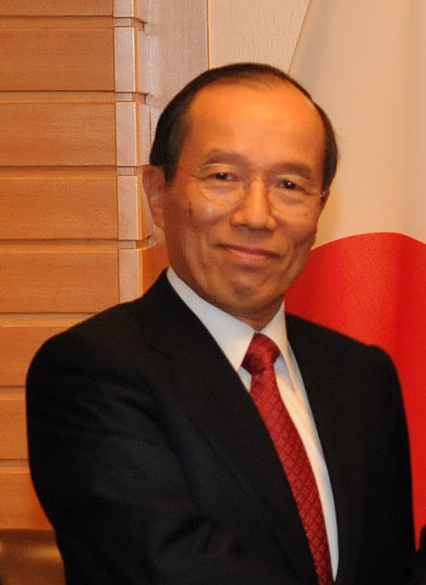
日本電気社長を務めた矢野薫

※ 梶井剛の任期途中の1943年2月以降から社長を置く。それまでは専務がトップマネージメント。
| 代 | 氏名       | 在任期間                                        | 役職      |
| -- | ---------- | ----------------------------------------------- | --------- |
| 1  | 岩垂邦彦   | 1899年 7月 - 1926年12月                         | 専務      |
| 2  | 大畑源一郎 | 1926年12月 - 1932年 6月                         | 専務      |
| 3  | 志田文雄   | 1932年 6月 - 1938年 4月                         | 専務      |
| 4  | 梶井剛     | 1938年 7月 - 1943年 2月 1943年 2月 - 1946年 1月 | 専務 社長 |
| 5  | 佐伯長生   | 1946年 1月 - 1947年 6月                         | 社長      |
| 6  | 渡辺斌衡   | 1947年 6月 - 1964年11月                         | 社長      |
| 7  | 小林宏治   | 1964年11月 - 1976年 6月                         | 社長      |
| 8  | 田中忠雄   | 1976年 6月 - 1980年 6月                         | 社長      |
| 9  | 関本忠弘   | 1980年 6月 - 1994年 6月                         | 社長      |
| 10 | 金子尚志   | 1994年 6月 - 1999年 2月                         | 社長      |
| 11 | 西垣浩司   | 1999年 3月 - 2003年 3月                         | 社長      |
| 12 | 金杉明信   | 2003年 3月 - 2006年 3月                         | 社長      |
| 13 | 矢野薫     | 2006年 4月 - 2010年 3月                         | 社長      |
| 14 | 遠藤信博   | 2010年 4月 - 2016年 3月                         | 社長      |
| 15 | 新野隆     | 2016年 4月 - 2021年 3月                         | 社長      |
| 16 | 森田隆之   | 2021年 4月 - 現職                               | 社長      |

## 製品
主要な製品・サービスは、コンピュータ、ソフトウェアパッケージおよびネットワーク・通信機器の生産/販売、またそれらを組み合わせたITサービス（コンピュータシステムの構築・インテグレーション）の提供である。その他には、テレビ局向け放送機器や人工衛星の開発・製造を行っている。
2000年（平成12年）以降、事業の選択と集中が進み、半導体、パーソナルコンピュータの機器など、携帯電話、照明は分社化している。これらの製品は「#分社／子会社化した部門の製品」に記載する。

### コンピュータ
社内カンパニー制時代はNECソリューションズに属していた。

#### NECのコンピュータの歴史
パーソナルコンピュータに関しては、PC-9800シリーズなどの「過去の製品の各項目」も参照
黎明期
NECのコンピュータは、戦前のリレー式自動電話交換機の開発に端を発し、日本電気の中島章は1936年（昭和11年）、後の真空管・半導体コンピュータの論理回路にあたるリレー回路の論理設計を論理数学（ブール代数）により行う理論を発表している。
戦後の1950年代には、パラメトロンコンピュータNEAC-1101シリーズ、トランジスタコンピュータNEAC-2201シリーズやFONTAC（富士通／沖／NEC共同コンピュータ）といわれる初期コンピュータを構築した。さらに、1960年代半ばに始まる経済産業省主体の大型プロジェクト超高性能電子計算機開発計画においては、IBMなどの海外のコンピュータベンダに寄らない日本独自のコンピュータシステムを構築すべく、電機メーカに対し通産省の元でコンピュータシステムの開発を進めた。
1970年代
1973年（昭和48年）、日本ではコンピュータの輸入自由化が決定された。IBMを初めとする海外メーカーに日本市場を席巻されると考えた通商産業省（当時。現：経済産業省）は国内コンピュータ業界の再編に乗り出し、当時6社あった国産コンピュータメーカーのうち東芝とNECを1つのグループとし、補助金を支給のうえ、各社に「IBM対抗機」を開発させた。この際に開発されたのが、メインフレームACOSシリーズである。
1976年にはワンボードマイコンのTK-80、1979年には初期のパソコンPC-8001を発売した。
1980年代
それまでの汎用機に加えて、ミニコンピュータやオフィスコンピュータのMSシリーズ/N5200シリーズといった小型サーバ機のカテゴリにも進出した。1985年（昭和60年）には通産省主導のΣプロジェクトに参加し、EWS4800によるUNIXワークステーションといったUNIX製品群においても、CAE-2Dなどを発売した。また、同年（Cray-2がリリースされるまでのつかの間）スーパーコンピュータSX-2が世界最速のコンピュータとなった。さらに、1987年には家庭用ゲーム機のPCエンジンを発売した。
NECのパソコンは1980年前半には日本国内を代表するブランドとなり、1987年には国内シェア9割を握り、国内向けであることから海外ではあまり売られなかったが、数字上は世界PC市場の5%程度に匹敵した。PC-9800シリーズと互換性を持ち、産業用としての信頼性と耐環境性を備えたFC-98シリーズはファクトリーコンピュータという分野の開拓に貢献した。
1990年代
UNIX戦争の影響や、その後のWindows OSベースのサーバやワークステーションの躍進を受けての国産UNIX市場の衰退により、自社独自開発のUNIX関連製品群を放棄、HP-UXのOEMへの縮退に至った。
NECのPCは、日本ではDOS/Vの発売以降に台頭したPC/AT互換機とも激しい競争を繰り広げ、日本メーカーでは最後まで独自規格を貫いたが（他の日本メーカーの規格は比較的早い段階で消えていった）、1990年代よりシェアは低下していった。1990年代後半に至ると、国内PC市場でのPC/AT互換機によるシェア浸食が進み、1997年には遂にPC98規格（Wintelが策定したもの）に準拠したPC-98NXを発売し、築き上げた独自規格を断念した。
2000年代
個人向けPC事業においては、長らく日本電気本体（一時期は新日本電気も含まれていた）が事業を統括して、傘下の生産子会社（NEC米沢・NEC群馬・NEC新潟・日本電気データ機器）で製造を行う形を取っていた。しかし、2001年（平成13年）10月に製造をNECカスタムテクニカ、個人向け（VALUESTAR・LaVie）の販売をNECカスタマックスに統合再編し、さらに2003年（平成15年）7月、この2社が合併したNECパーソナルプロダクツが個人向けの事業を行い、企業向け（Mate・VersaPro）についてはNECパーソナルプロダクツで製造、販売は日本電気（NEC）本体が担当した。2009年（平成21年）には海外のパソコン事業から撤退、国内専業に甘んじる状態となった。サーバービジネスにおいても、2000年代より急速に普及したパブリッククラウドというビジネス形態でアメリカの企業に独走を許すことになった。
2010年代以降
2011年、NECパーソナルコンピュータはレノボ傘下のNECレノボ・ジャパングループ入りすることとなった。2004年よりのItanium系サーバの展開は2012年をもって終了した。さらに、2015年にはオフィスコンピュータの製造より撤退した。保守サポートは2023年まで継続する。2017年より、海外勢より遅れを取っていた、サーバーとストレージを統合したハイパーコンバージド（HCI）型の製品を発売している。PCに関しては、往年の圧倒的シェアはないものの、レノボと合弁で国内シェアでトップを維持している。

#### スーパーコンピュータ（HPCサーバ）
- UNI系
  - SXシリーズ（ベクトル型スーパーコンピュータ）
  - LXシリーズ（スカラー型）
  - 特注機
    - 地球シミュレータ

#### サーバ
- エンタープライズサーバ
  - NX7700xシリーズ（SAP HANA向けアプライアンスサーバ「NEC High-Performance Appliance for SAP HANA」含む）[105][106]
- メインフレーム
  - ACOS-2シリーズ
  - ACOS-4シリーズ
  - ACOS-6シリーズ
- DIPS系メインフレーム
  - NEDIPS（NTTへのOEM）
- PCサーバ
  - Express5800シリーズ
- 統合プラットフォーム（NEC Solution Platforms）
  - Cloud Platform Suite
  - Data Platform Suite
  - Application Platform Suite

#### ストレージ
- iStorage

#### ワークステーション・ファクトリコンピュータ
- ワークステーション
  - Express5800/50シリーズ
- シンクライアント
  - USシリーズ
- ファクトリコンピュータ
  - FC98-NXシリーズ
  - ShieldPROシリーズ
  - FC-NOTEシリーズ
  - NBCシリーズ（ボードコンピュータ）

#### POS
- TWINPOSシリーズ

初期TWIN-POSにはMS-DOSを使用するシリーズもあった

#### ロボット
- PaPeRo

### 人工衛星・宇宙探査機
（旧：NEC東芝スペースシステム）
1956年（昭和31年）、東京大学にロケット用テレメトリ送受信装置を納入したのが始まり。2001年に東芝航空宇宙システム事業部と日本電気宇宙開発事業部が、NEC東芝スペースシステムとして統合。2007年に日本電気に再び宇宙システム事業部が新設され、以降宇宙システム事業部は人工衛星および地上システムの開発・製造を担当し、NECスペーステクノロジー（旧NEC東芝スペースシステム）は主に搭載機器の開発や製造を担当している。人工衛星・宇宙探査機の開発実績は以下の通りである（「日本の宇宙機一覧」も参照）
- 運用が終了した宇宙機
  - 人工衛星「おおすみ」（日本初の人工衛星）
  - 技術試験衛星「たんせい」
  - ひまわり5号（気象衛星）までの「ひまわり」シリーズ全機種
  - 「ゆり」シリーズ ゆり2号a、ゆり2号b、ゆり3号a、ゆり3号b
  - ハレー彗星探査機「すいせい」（英文名：PLANET-A）
  - 磁気圏観測衛星「あけぼの」（英文名：EXOS-D）
  - 工学実験衛星「ひてん」（英文名：MUSES-A）
  - 太陽観測衛星「ようこう」（英文名：SOLAR-A）
  - 磁気圏尾部観測衛星「GEOTAIL」
  - X線天文衛星「あすか」（英文名：ASTRO-D）
  - 電波天文衛星「はるか」（英文名：MUSES-B）
  - 火星探査機「のぞみ」（英文名：PLANET-B）
  - 小惑星探査機「はやぶさ」（英文名：MUSES-C）
  - X線天文衛星「すざく」（英文名：ASTRO-EII）
  - 赤外線天文衛星「あかり」（英文名：ASTRO-F）
  - 月周回衛星「かぐや（日本の昔話「竹取物語」にちなむ）」（英文名：SELENE、ギリシア神話における月の女神「セレーネー」に由来する）
  - X線天文衛星「ひとみ」（英文名：ASTRO-H）
  - 光衛星間通信実験衛星「きらり」（英文名：OICETS）
  - 陸域観測技術衛星「だいち」（英文名：ALOS）
  - 超高速インターネット衛星「きずな」（英文名：WINDS）

　ほか
- 現在運用中の宇宙機
  - 金星探査機「あかつき」（英文名：PLANET-C）
  - 小型ソーラー電力セイル実証機「IKAROS」
  - 惑星分光観測衛星「ひさき」（英文名：SPRINT-A）
  - 小惑星探査機「はやぶさ2」
  - ジオスペース探査衛星「あらせ」（英文名：ERG）
  - 水星磁気圏探査機「みお」（英文名：MMO）
  - 国際宇宙ステーション実験棟「きぼう」（英文名：JEM）ロボットアーム、衛星間通信システム、各種試験装置、オペレーション・コントロール・システムの開発
  - 温室効果ガス観測技術衛星「いぶき」（英文名：GOSAT）温室効果ガス観測センサの開発
  - 気候変動観測衛星「しきさい」（英文名：GCOM-C1）
  - 水循環変動観測衛星「しずく」（英文名：GCOM-W1）
  - 地球観測衛星「ASNARO-1」、「ASNARO-2」
  - X線分光撮像衛星「XRISM」

　ほか
- 開発中の宇宙機
  - 地球観測衛星「LOTUSat-1」
  - 深宇宙探査技術実証機「DESTINY+」

　ほか

### ソフトウェア
NECのパッケージソフトは、そのほとんどが企業システム向けである。下記ソフトウェア以外に業種（医療、製造業など）に特化したパッケージソフトの開発、販売も行っている。事業部ごとに企業向けパッケージソフトを販売しており、例えば医療ソリューション事業部では電子カルテの販売を行っている。カスタマイズのことが多い。多くの製品は多重下請けにより開発されている。
- 高可用性ソフト CLUSTERPRO
- サービス実行基盤 WebOTX
- トランザクションモニター
- 統合運用管理ソフト WebSAM
- 情報管理ソフト InfoFrame
- グループウェア StarOffice
- セキュリティ対策ソフト InfoCage
- ERPパッケージ EXPLANNER
- 統合開発環境 SystemDirector
- その他 
  - WMSパッケージ
  - CAD/PLM/PDM
  - GIS
  - 科学技術計算ソフト（データマイニングソフト、HPC数値計算ソフト）
  - ビッグデータ分析

### 通信・ネットワーク機器
大部分が社内カンパニー制時代はNECネットワークスの事業分野だが、AtermやスピークスなどはNECソリューションズの商品だった。
- オフィスソリューション
  - UNIVERGEソリューション
- ルーター
  - IXシリーズ
  - COMSTARZシリーズ
- 電話交換機
  - APEXシリーズ
  - SV7000（PASSAGE DUPLE等IP電話用SIPサーバ）
  - NEAX61（海外向けが多い）
  - NEAX61Σ（国内NCC向けが多い）
- MMM
- TA
  - Atermシリーズ
  - DATAX
- マイクロ波・ミリ波通信装置
  - PASOLINK
- RFID
- 光トランシーバ

無線・通信関係に関しては、かつて日本陸軍の無線・通信設備を一手に引き受けていた。陸軍の無線機は電力供給がままならない状況を想定していたため、日本の低い工業技術力を背景にしながらある程度実用になったことで知られている（特に軍用機用）。一方で、日本無線が独占していた日本海軍の無線機は通じないことで有名だった。
超小型マイクロ波/ミリ波通信装置Pasolinkシリーズは、海外の主要オペレータを中心に販売を広げており、2007年度（平成19年度）から3年連続で世界シェア第1位を記録している。しかし2010年代半ばになると、中国の華為技術（ファーウェイ）が同様の製品で低価格攻勢をかけ、NECやスウェーデンのエリクソンのシェアは奪われている。

### 放送機器
社内カンパニー制時代はNECネットワークスに属していた。
従来はテレビカメラからマスター機器、送信機器まで製作から送信まで一貫したラインナップを誇っていたが、現在は、テレビ局のテレビマスター装置（NECでは「APS装置」と呼ぶ）、CMバンクシステム、中継器及び送信機を製造しており、多くの放送局に納入実績がある。最近では、デジタル放送システムを納入している。また、ラジオマスター装置も製造している。
マスター装置の系列局・放送波毎の納入状況は次の通りである。
- 日本放送協会（NHK）　渋谷放送センター（地上波・BS・国際放送[110] とも）と全ての地方局
- JNN系列局　CBC・MBS
- NNN系列局　日本テレビと過半数の局（STV、YBCなど）[要出典]
- ANN系列局　過半数の系列局（ABA、KHB、UXなど。ABCはラジオでも当社のマスターを納入しているが、地上波テレビ放送と一体型になっている。）[要出典]
- TXN系列局　テレビ東京・TVO（デジタル）・TSC[要出典]
- FNN系列局　THK・STS・TKU・UMK（NNN・ANNクロスネット）・KTS[要出典]
- 独立U局系　TOKYO MX・テレ玉・チバテレ・tvk・群馬テレビ・とちぎテレビ・ぎふチャン[要出典]
- 民放BSデジタル　BS-TBS（旧・BS-i。TBS放送センター内に設置）・BSテレビ東京（旧・BSジャパン。テレビ東京本社内に設置）・グリーンチャンネル[要出典]
- CS放送（かきかけ）
- AMラジオ局（単営局 かきかけ）
- FMラジオ局（コミュニティー放送以外）（かきかけ）

その他の放送局へのマスター納入状況は次の通りである。
- 短波ラジオ放送局のラジオNIKKEI[要出典]
- イギリスBBC（世界初となるDVB-T2方式の送信機を近年から納入している）

ミリ波（60GHz帯）ブロードバンドトランシーバ（伝送装置）：
- BB.LiNK

### 周辺機器
- FAX・複合機
  - スピークス
  - MULTINA
  - NEFAX
  - NetSpart
- プロジェクタ
- プリンター
- 生体認証システム
  - 指紋認証システム
- OCRシステム
- 電子黒板

### エネルギーコンポーネント
- 蓄電池
- HEMS
- EV・PHV充電インフラ

### ソリューションサービス
市販製品や特注のハードウェア、ソフトウェアを組み合わせるシステムインテグレーションを行う。また、ロボットのシステムインテグレーション事業も行う。主に以下の業界向けのソリューションサービスを提供している。
- 地方公共団体
- 教育機関/国立研究機関
- 医療・ヘルスケア、介護、福祉
- 製造業
- 通信業
- 建設業・不動産業
- 流通業・サービス業
- 金融機関
- 卸売・小売業、飲食店
- メディア業
- 農業・ライフサイエンス
- 宇宙システム

## 分社／子会社化した部門の製品

### 分社化

#### NECの半導体の歴史
NECは1947年からマイクロ波通信用の半導体レーザーの研究に着手していた。1958年には新しい事業として半導体開発部がスタートした。1960年代には集積回路（IC）の事業化へとこぎつけた。海外にも進出し、1983年には英国女王の臨席を得てNECスコットランドの開所式を行い、それに先立つ1978年には米国シリコンバレーでエレクトロニック・アレーズ9002を開発したエレクトロニック・アレーズを買収、また、ブラジル、シンガポールにも進出した。1980年代には「日の丸半導体」の一角を担い、メモリ、プロセッサなどで世界上位にあり、多大な利益を上げていた（1985年から1991年まで売上世界首位）。
しかし貿易摩擦や、東アジアにおいて日本製製造装置を輸入して完成品の半導体を製造するサムスンなどの韓国や台湾の半導体メーカーの隆盛による価格下落の影響で利益を上げることが難しくなった。更に1990年代に入ると委託生産のため上記のアジア諸国メーカーへの積極的な技術供与も行われていて、先端品に近い半導体の製造技術まで流れることとなった。業況悪化を受け、まずメモリ部門を2000年に日立製作所との合弁という形でNEC日立メモリ（現：マイクロンメモリジャパン）として、原点であるマイクロ波半導体を含む化合物半導体部門は2001年にNEC化合物デバイス（2006年に後述のNECエレクトロニクスと合併）として分社、続いて集積回路部門も2002年にNECエレクトロニクス（現：ルネサスエレクトロニクス）として分社化した。いずれの企業もその後、経営危機に伴う出資比率の変更に伴い、NECの関連会社から離れることになった。半導体事業が斜陽化した点については、選択と集中を進められなかったことが原因として指摘されている。

#### 集積回路（IC）
（旧：NECエレクトロニクス）
2013年9月30日に、ルネサスエレクトロニクスが第三者割当増資をおこなったためNECの保有比率が低下して持分法適用対象外となり、NECの関連会社からはずれた。
- 各種カスタムLSI
- AV用システムLSI
  - EMMAシリーズ
- マイクロプロセッサ・マイクロコントローラ
  - μCOMシリーズ
  - Vシリーズ
  - 78Kシリーズ（78K0、78K0S、78K0R、78K4など）
  - VRシリーズ（MIPSアーキテクチャ）
    - VR12000 R10000
    - VR10000
    - VR8000[要出典] R8000
    - VR5000 R5000
    - VR4000 R4000
    - VR3000 R3000
    - 等

  - ACOSシリーズ用
    - NOAHシリーズ
- データフロープロセッサ
  - ImPP μPD7281[118]
- フロッピーディスクコントローラ（英語版）
  - FDC μPD765[119]

#### メモリ
（旧：NEC日立メモリ）
2000年（平成12年）に日立製作所のメモリ関連事業部と統合し、新会社「エルピーダメモリ」に移行した。その後、エルピーダは外部から開発および工場更新の資金を調達し、三菱電機のメモリ事業部門を買収したため、NECの出資比率は日立などに次いで3位となった。こうして持分法の対象以下の比率となり、NECの関連会社からははずれることとなった。
2013年7月31日には、マイクロン・テクノロジーからの増資を受け、エルピーダはマイクロンの完全子会社となり、2014年2月28日に「マイクロンメモリジャパン」と名称変更された。

#### 有機ELディスプレイ
（旧：サムスンNECモバイルディスプレイ）
2001年（平成13年）1月に韓国のブラウン管メーカーサムスンSDI（旧：サムスンNEC）と合弁会社「サムスンNECモバイルディスプレイ」を同国に設立して、NECエレクトロンデバイスが保有するカラー有機ELディスプレイ技術と基本特許、日本内の事業拠点などを共有。NECは2004年（平成16年）に有機ELなどの次世代ディスプレイ事業から撤退を決め、有機EL特許と合弁会社の全株式をサムスンに譲渡している。

#### 電子部品
（旧：NECトーキン）
コンデンサ、リレー、RFIDタグ・リーダ/ライタ、各種センサ等のデバイス製品を生産しているNECの子会社だったが、2017年4月19日にKEMET Corporationへと売却された。

#### 液晶ディスプレイ
（旧：NEC液晶テクノロジー）
1989年（平成元年）に発足したカラー液晶推進開発本部（後に事業部）の分社型会社分割により、2003年（平成15年）4月1日にNEC液晶テクノロジーを設立する。この会社は液晶ディスプレイ事業を担う。2011年（平成23年）2月25日、NEC液晶テクノロジーの株式の70％を中国の液晶大手である天馬微電子のグループに売却すると発表した。
2011年（平成23年）7月1日、NECと深圳中航光電子との合弁企業となり、NLTテクノロジーへと商号を変更した。2016年（平成28年）には天馬微電子の完全子会社となり、2017年（平成29年）7月1日、Tianma Japanへと商号変更している。

#### インターネットサービスプロバイダ
（旧：NECビッグローブ）
2006年（平成18年）7月3日に、NECの一部門だったBIGLOBE事業本部をNECビッグローブとして分離、独立させた。
2014年3月末、NECは保有していたNECビッグローブの株式を日本産業パートナーズに売却し、同年4月1日付で同社はビッグローブに社名変更した。

#### 照明
1950年（昭和25年）に日本電気のラジオ事業部で蛍光ランプを試作したのが始まり、清算された日本電気ホームエレクトロニクスから引き継いだ事業。1970年代にはアメリカの管球・照明器具メーカー、シルバニア（現在はオスラム傘下）との合弁会社「日本電気シルバニア株式会社」が展開していた。現在ランプ類を製造している水口工場は全国でも有数の規模を誇る管球工場であり一般ユーザー向け商品（下記の2製品が代表例）のほか特殊用途向け蛍光ランプのOEM生産も比率が高くなっている。
2019年4月に日本みらいキャピタル（東京）が出資するホタルクスに事業を譲渡。
- ホタルック：消灯後もしばらく光り続ける蛍光灯。阪神・淡路大震災の教訓を基に開発された。
- ライフルック

#### パソコン
2011年（平成23年）1月27日、NECパーソナルプロダクツのPC事業を分社化し、レノボとともに「レノボNECホールディングス（Lenovo NEC Holding B.V.）」という持株会社を設立すると発表した。NEC 49%、レノボ 51%の出資比率で同年7月1日に発足し、その100%子会社として、NECパーソナルプロダクツのPC事業を分離した新会社NECパーソナルコンピュータおよび既存のレノボ・ジャパンが独立して設置された。こうして、長らくNECおよびその関連企業によって行われてきたPCの製造は、NECパーソナルコンピュータに移管された。ただし、国内市場では引き続き個人向け（VALUESTAR・LaVie）および企業向け（Mate・VersaPro）のPCがNECブランドをつけてNECパーソナルコンピュータにより製造され、このうち企業向けは日本電気（NEC）本体が販売を担っている。レノボとともにNECのブランドも残る。しかしながらこの合弁は、NECにとっては実質的なパソコン事業の売却であるとも理解され、統合から5年後に、レノボ側が合弁会社の全株式取得権をNECの同意があれば行使できる事が明らかにされた。
その後、2014年10月7日にNECとレノボは事業統合契約を更新し、従来「2016年の時点でレノボが全株式取得が可能」とされていた点については、期限を2018年までに延長した上で以降は2026年まで自動更新されることとなり、かつレノボがNECの保有する株式を買い取って出資比率を66.6%まで引き上げる（NEC側は議決権を確保可能な33.4%）ことを可能とする条項が追加された。2016年7月1日、NECはこの条項に沿って自社の持つ普通株式の9割をレノボに譲渡し、代わりに新たに発行される劣後株式を引き受けることで、議決権確保可能な33.4%まで出資比率を引き下げることを発表した。この譲渡に伴いNECは200億円の売却益を2017年3月期に計上した。売却益は社会インフラ部門への投資に使われるのではないかと報じられている。
2017年11月、富士通および富士通クライアントコンピューティングがレノボと合弁会社を立ち上げることを正式発表した際は同様の体制をとるNECとの競合を懸念する声があがったが、NECは「NECの強みである顔認証技術などで差別化できる」とする見解を示した。
2024年10月17日、これまで日本電気本体が販売を担当してきた企業向けパソコンについて、翌年4月をもって個人顧客向け製品と同様にNECパーソナルコンピュータが直接販売する形に変更することを発表した。
ビジネスPC：
- Mate
- VersaPro

パソコン・タブレット：
NECのパソコン一覧も参照のこと。
- PC98-NXシリーズ
  - LAVIEシリーズ

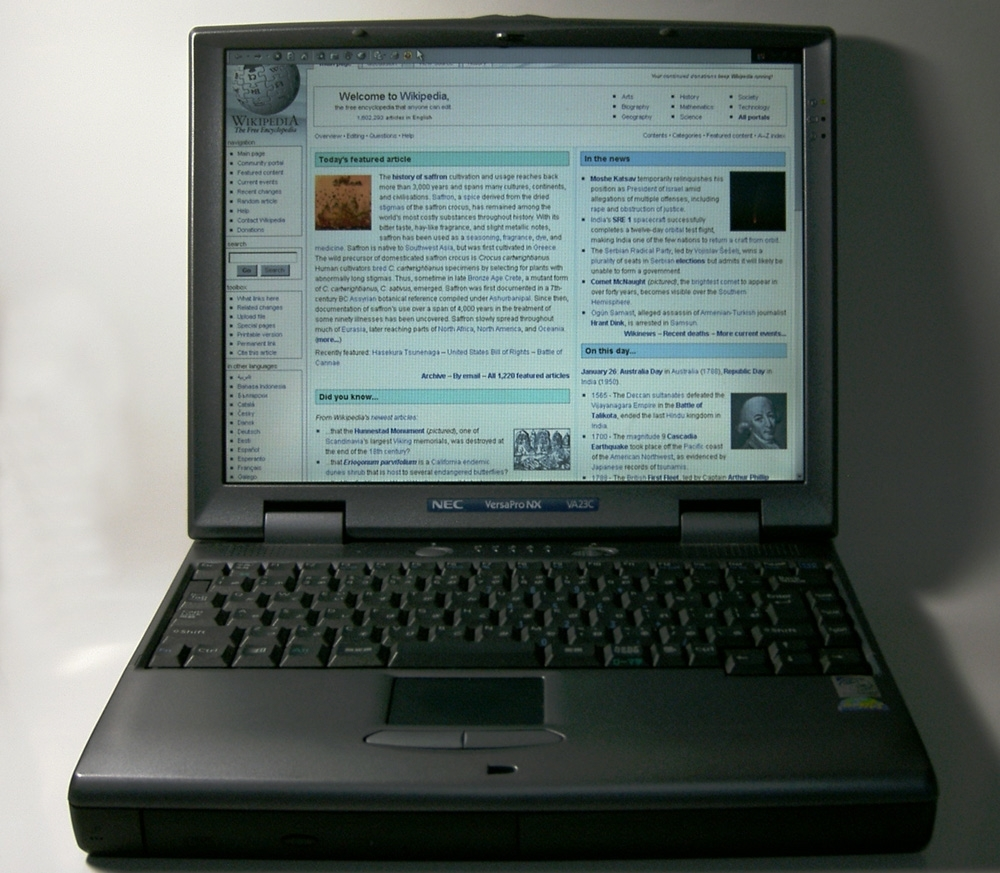
VersaPRO VA23C 1998年

  - ハローキティ ノートPC（ハローキティ誕生30周年限定モデル）

### 子会社化

#### 携帯電話

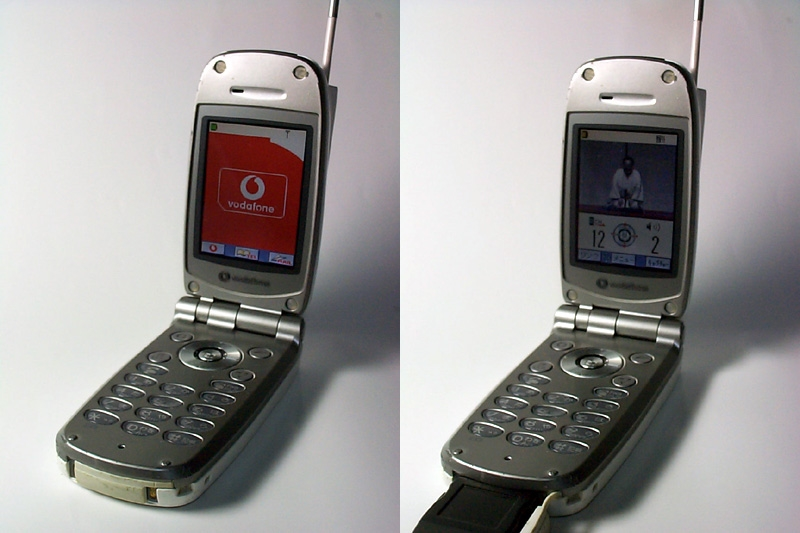
日本初のアナログTV受信可能携帯電話 V601N
左側起動画面、右側TV受信画面 2004年

社内カンパニー制時代はNECネットワークスに属していた。NECネットワークス唯一の一般向け事業分野でもあった。
ほとんどNTTドコモ向けだが、SoftBankにも旧：デジタルフォン・デジタルツーカー時代から端末を提供していた。また、かつてはツーカーグループ・DDIセルラーグループ（のちのau）にも供給していたこともあった。日本における折たたみ（二つ折り）式端末のパイオニアで、2001年のNTTドコモ503iシリーズでN503iが流行したことから他社も折畳化するきっかけとなり、2000年代前半はトップシェアを誇った。
また、NECとパナソニック モバイルコミュニケーションズは、第三世代携帯電話向けの端末・技術を共同で開発していた。
なお、ドコモ向けのデータ通信用端末は日本電気本体が手がけていたが、ウィルコムとイー・モバイル向けデータ通信用端末はNECインフロンティアが、UQコミュニケーションズ向けデータ通信用端末はNECアクセステクニカがそれぞれ手がけている。
2010年（平成22年）より、カシオ計算機と日立製作所の合弁会社カシオ日立モバイルコミュニケーションズと経営統合し、携帯電話端末事業はNECカシオ モバイルコミュニケーションズとして統合された（実際の移行スキームは、NEC本体からの部門譲受が同年5月1日付、次いで同年6月1日付でカシオ日立を吸収合併し、以降のカシオブランド端末の販売開始と同時に、日立ブランドを含む保守部門を継承）。統合後もNECブランドとして携帯電話を供給する。
2013年7月に、スマートフォンの新規開発を中止し在庫分のみを以って販売を終了した。ただし、スマートフォンの修理等の保守業務、およびフィーチャーフォン（従来型携帯電話）の開発、製造、販売は継続している。
さらに2013年12月には、カシオと日立が保有する全株式をNECが買い取ることが発表され、NECの完全子会社に戻った。2014年10月1日にNECモバイルコミュニケーションズに商号変更している。
しかし2015年12月25日、同社の携帯電話端末事業を2016年3月1日付で親会社のNECに事業譲渡することを発表した。これまでの同事業の段階的縮小に伴い「独立会社として運営するには非効率な事業規模となった」ことを踏まえての決定と説明している。
そして2016年2月29日、NECはNECモバイルコミュニケーションズを同年3月24日付で解散・NEC本体に回帰するとともに同社に対する1012億円の債権を放棄することを発表した。
- NTTドコモ向け Nシリーズ
- ソフトバンク向け Nシリーズ

## 過去の製品
これらの製品は全て生産終了している。

### マイコン
- TK-80
- TK-80BS
- COMPO BS

### LSI
- Vシリーズ

### サーバ
- EWS4800シリーズ
- UP4800シリーズ（受注停止）
- N6300シリーズ
- N5200シリーズ
- N7200
- N6850
- System3100シリーズ
- System7100シリーズ
- FTシリーズ（提供終了）
- PO-POSシリーズ
- NX7000シリーズ
- NX7700i
- CX5000シリーズ（SUNからのOEM）
- シグマグリッド
- シグマブレード
- TX7シリーズ

### パソコン
- PC-8000シリーズ
- PC-8200シリーズ
- PC-8800シリーズ
- PC-6000/6600シリーズ
- PC-100シリーズ
- PC-9800シリーズ
- PC-9821シリーズ
- VALUESTARシリーズ
- ValueOneシリーズ
- BASIC言語
  - N-BASIC
  - N60-BASIC/N66-BASIC
  - N82-BASIC
  - N88-BASIC
  - N100-BASIC

### オフコン
- Express5800/600シリーズ
- Express5800/700シリーズ

### クラウド端末
- クラウドコミュニケーター
  - LifeTouch - android OS 2.1搭載のタブレット型端末
  - LifeTouch NOTE - android OS 2.2を搭載したスマートブック

### 携帯情報端末（PDA）
- モバイルギア
- シグマリオン（NTTドコモへのOEM供給）
- ポケットギア

### ワープロ専用機
- 文豪シリーズ

### 家庭用ゲーム機
- PCエンジン
  - PCエンジンシャトル
  - PCエンジンコアグラフィックス
  - PCエンジンコアグラフィックスII
  - PCエンジンGT
  - PCエンジンLT
- PCエンジンスーパーグラフィックス
- CD-ROM²
  - SUPER CD-ROM²
- PCエンジンDuo
  - PCエンジンDuo-R
  - PCエンジンDuo-RX
- PC-FX

### デジタルビデオレコーダー
- Giga Station（MVDISC）

### サービス
- BIGLOBE（プロバイダ）

## 研究者

### IEEE Fellow
IEEE Fellow(米国電気電子学会フェロー)の称号は電気・電子工学の分野で顕著な貢献をした人に与えられる。本称号を授与されたNECの研究者とその業績。
- 1971年
  - 植之原道行 - GaAsパラメトリック増幅器の開発への貢献
  - 渡部和 - 大型コンピュータの開発への貢献
- 1976年
  - 林厳雄 - 半導体レーザーの実現への貢献
- 1993年
  - 丸田力男 - デジタル信号処理技術への貢献
- 1994年
  - 渡辺孝二郎　データモデムのデジタル信号処理技術への貢献
- 1995年
  - 加藤康雄 - デジタル信号処理の開発グループを主導
  - 内田禎二 - 光通信システムの開発への貢献
- 1996年
  - 広崎膨太郎 - 高速デジタル通信システムの開発への貢献
  - 岩垂芳裕 - バースト誤り訂正畳み込み符号のクラス構築への貢献
  - 小林功郎 - 長波長半導体レーザーの開発への貢献
  - 佐々木元 - 先進的なVLSIシステムの開発グループを主導
- 1997年
  - 本城和彦 - GaAs集積回路の開発への貢献
- 1998年
  - 榎本忠儀 - マルチメディア向けマイクロプセッサの開発への貢献
  - 日比野孟俊 - ガーネット膜の液相エピ成長への貢献
  - M. Madihian - マイクロ波・ミリ波集積回路の開発への貢献
  - 西谷隆夫 - DSP向けアーキテクチャの開発への貢献
- 2001年
  - 赤岩芳彦 - 変調技術の分散動的チャネル割り当てへの貢献
  - 森野明彦 - System-on-a-Chipの開発グループを主導
- 2002年
  - 南谷崇 - 非同期VLSIの理論と設計への貢献
- 2003年
  - 小関敏夫 - ビデオ圧縮技術の開発への貢献
- 2005年
  - 葛原正明 - III-V族μ波パワーデバイスの開発への貢献
- 2006年
  - 渡辺貞 - スパコンアーキテクチャの開発への貢献
- 2008年
  - 井上嵩梓 - バルク波圧電デバイスおよび応用への貢献
  - 矢野薫 - デジタル伝送システムの開発グループを主導
- 2010年
  - 吉川公麿 - 集積回路の相互接続技術の開発への貢献
  - 寺西信一 - 固体撮像素子の開発への貢献
- 2011年
  - 杉山昭彦 - 音声およびオーディオ信号処理への貢献
- 2012年
  - 最上徹 - 表面チャネルpMOSFET技術への貢献
- 2019年
  - 多田宗弘 - VLSI向け銅配線技術への貢献

### 電子情報通信学会 功績賞 受賞者
電子情報通信学会 功績賞は電子・情報・通信工学の分野で顕著な貢献をした人に贈られる。
功績賞を受賞したNECの研究者とその業績。
- 1941年度 (S16年度)
  - 丹羽保次郎 - NE式写真電送装置 (ファクシミリ) を開発に尽力
- 1944年度 (S19年度)
  - 小林正次 - NE式写真電送装置 (ファクシミリ) を開発に尽力
- 1956年度 (S31年度)
  - 小林宏治 - 通信機器、コンピュータ、半導体の総合電器会社へと発展に尽力、「C&C」(Computer & Communication)を提唱
- 1965年度 (S40年度)
  - 出川雄二郎 - 大型コンピュータの開発グループを主導
  - 佐々木卓夫
- 1975年度 (S50年度)
  - 染谷勲 - 標本化定理の証明と通信技術の発展に尽力
- 1977年度 (S52年度)
  - 緒方研二 – 通信技術の発展に尽力
- 1985年度 (S60年度)
  - 大内淳義 – 集積回路の開発に尽力
- 1986年度 (S61年度)
  - 前田光治 – 通信技術の発展に尽力
- 1989年度 (H01年度)
  - 植之原道行 - GaAsパラメトリック増幅器の開発に貢献
- 1995年度 (H07年度)
  - 関本忠弘 - 「C&C」(Computer & Communication)の継承に尽力
- 1999年度 (H11年度)
  - 内田禎二 - 光通信システムの開発に貢献
- 2000年度 (H12年度)
  - 佐々木元 - 先進的なVLSIシステムの開発を主導
- 2001年度 (H13年度)
  - 金子尚志 – 通信技術の発展に尽力
- 2008年度 (H20年度) 
  - 小林功郎 - 長波長半導体レーザーの開発に貢献
- 2021年度 (R03年度) 
  - 杉山昭彦 - 音声およびオーディオ信号処理の開発に貢献
- 2024年度 (R06年度) 
  - 榎本忠儀 - マルチメディア集積回路の開発に貢献

## 研究・特許
- カーボンナノチューブ - 飯島澄男（当時・NEC筑波研究所、現：NEC特別主席研究員）
- 量子コンピュータ - 量子ビットによる論理回路の開発、量子アニーリング素子の開発
  - 世界初の超電導量子回路万能ゲートの開発（回転ゲートと制御NOTゲート[137]）- 中村泰信（当時・NEC基礎研究所主任、現：NEC中央研究所主任研究員）
- 飛翔体の推進装置（特許第 2936858号） - SF的な航法に関する内容が「UFO特許」として知られる[138]。

## 製造・研究拠点
NECの組織は論理的にはビジネスユニット－事業部門－統括部の階層構造をとっている。これとは別に、物理的な所在地として下記の事業場・研究所がある。

### 事業場
- 本社地区（旧：三田事業場含む）（東京都港区）：NECスーパータワー以外にも田町駅周辺の多くのビルに入居しており、「NEC村」と呼ばれる。
- 玉川事業場（神奈川県川崎市中原区下沼部）：通信機器生産および研究開発
- 府中事業場（東京都府中市日新町）:航空宇宙・防衛事業および通信機器生産
- 相模原事業場（神奈川県相模原市中央区下九沢）：研究開発
- 我孫子事業場（千葉県我孫子市日の出）：通信機器生産

### 研究所

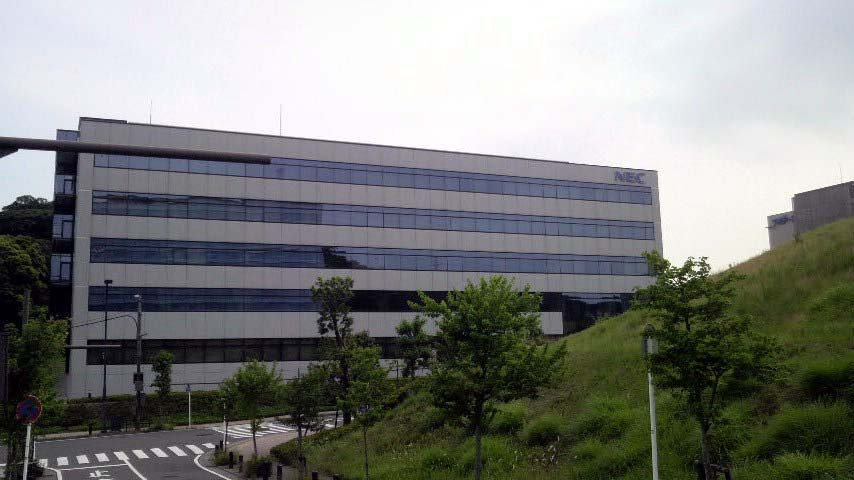
YRP技術センター

- 中央研究所：ただし所在地としての中央研究所（神奈川県川崎市宮前区）は既に廃止されており、現在は玉川事業場の中にある。
- 筑波研究所（茨城県つくば市御幸が丘）
- 関西研究所（奈良県生駒市高山町）
- 関西デバイス研究所（滋賀県大津市）
- 相模原研究所（神奈川県相模原市中央区下九沢）
- YRP技術センター（神奈川県横須賀市横須賀リサーチパーク内）：第3世代、第4世代携帯電話の研究開発

## 広告・販売推進

### スポーツ大会のスポンサリング
- 日本ゴルフ協会（JGAオフィシャルスポンサー）
- NEC軽井沢72ゴルフトーナメント（1992年から毎年8月にNECグループの主催により行われている女子プロゴルフトーナメント）
- NEC車いすテニスツアー
- NEC車いすテニスマスターズ
- 東京ヴェルディバレーボールチーム - ユニフォームスポンサー
- 延岡西日本マラソン - 2008年（第46回）より大会のメインスポンサーで、セイコーグループと協力して運営・記録システムを提供
- 福岡国際マラソン - 2012年（第66回）大会よりマイナビと共に協賛
- 1992年パリ-モスクワ-北京マラソンレイド - メインスポンサー
- 2020年東京オリンピック - ゴールドパートナー（原則1業種1社に限定される国内最高位のスポンサー[139]）

### スポーツチーム運営、選手のスポンサリング
- NECレッドロケッツ川崎（女子バレー部、SVリーグ）
- NECグリーンロケッツ東葛（ラグビー部、ジャパンラグビーリーグワン）
- 所属選手
  - 福嶋晃子（女子プロゴルフ選手）
  - 原江里菜（女子プロゴルフ選手）
- 過去スポンサーしていたチーム
  - NECブルーロケッツ（男子バレー部、Vリーグ、2009年休部）
  - NECパープルロケッツ（女子バスケット部、日本リーグ、1997年廃部）
  - NECファルコンズ（アメリカンフットボール部、1996年廃部）
  - モンテディオ山形（元・NEC山形サッカー部、Jリーグ・J1=2009年までNECのロゴをユニホームに掲出）[注釈 8]
  - エヴァートンFC（英プレミアリーグ、1985年 - 1995年メインスポンサー） [141]
  - ザウバー・モータースポーツ・AG（プレミアムパートナー、2011年 - 2018年）[142]
  - スポーツペサ・レーシング・ポイントF1チーム（かつてのフォース・インディア、プレミアムICTパートナー、2015年 - 2019年）[143][144]
- 過去所属していた選手
  - 山下訓史（陸上競技、三段跳び日本記録保持者）
  - 増田明美（陸上競技（マラソン）、1986年 - 1992年所属）
  - 和田正人（陸上競技（長距離）、現：俳優）
  - 浅越しのぶ（プロテニス選手、2006年引退）
  - 清水宏保（リレハンメルオリンピック - トリノオリンピック代表スピードスケート選手、1998年4月 - 2008年3月所属）
  - 吉冨桂子（アテネオリンピック代表女子バドミントン選手、旧：九州日本電気所属、現：ルネサスSKYコーチ）
  - 末綱聡子（北京オリンピック代表女子バドミントン選手、旧：NEC SKY所属、現：ルネサスSKY所属、2010年4月所属会社のグループ離脱）
  - 前田美順（北京オリンピック代表女子バドミントン選手、旧：NEC SKY所属、現：ルネサスSKY所属、2010年4月所属会社のグループ離脱）
  - 宮田諭（バスケットボール選手、NEC勤務の傍らエクセレンスに所属していた）

チーム、選手や大会スポンサード以外でのスポーツとの関わりとして、オートポリス（大分県）を1993年から1995年まで運営した株式会社大分阿蘇レーシングパークの出資者（4社の1つ）だったことがある。

### CM
男性だけでなく、女性や高齢者を含めた一般の人々にNECのパソコン・ワープロを訴求する手段として、1991年11月から、佐藤雅彦考案のCMキャラクター「バザールでござーる」を用いた。また、CMキャラクターとしてデジタル所さんを起用したこともある。
2011年4月から2014年6月までは、CM最後のサウンドロゴに当社製のロボット・PaPeRoと子役女優の谷花音を登場させた。

## 提供番組
提供クレジットは、少なくとも1991年ごろまで「NEC日本電気グループ」（家電製品のCMを提供するときには「新日本電気」（のちに「日本電気ホームエレクトロニクス」。現在は業態ごとに分社化（テレビ、家庭パソコンなど一部撤退あり））としたものがある）としていたが、CIを一新した1992年以後は正式社名を略した「NEC（グループ）」で統一している。2020年4月以降は全国ネットでのテレビ番組でレギュラー提供を行っていないため、特別番組での提供のみとなる。

### 現在
- NEC軽井沢72ゴルフトーナメント（フジテレビ系列　大会冠協賛・主催者。一部の住友グループ数社他と共同提供）
- ケーブルナビゲーション〔CTY（三重県四日市市のケーブルテレビ局）。複数提供〕
- Business Link（テレビ神奈川）
- ガッツナイター（東海ラジオ）
- 銀シャリ橋本の○○WORLD（eo光チャンネル）
- Morning Brush（Date fm・「Traffic Information」のみ、2025年7月 - ）[146]

#### 過去

##### 日本テレビ系列
- あすの世界と日本
- それは秘密です!!（「TIME21」の移行により降板）
- TIME21（冠スポンサー）
- スーパーテレビ情報最前線（冠スポンサー、1991年4月から1992年3月は300秒、1992年4月から1993年3月は370秒、1993年4月から1995年9月まで並び1996年1月から3月は120秒、1996年4月から2001年9月は90秒、2001年10月から番組終了まで60秒）
- アンテナ22
- 新装開店!SHOW by ショーバイ2 → 速報!歌の大辞テン（60秒、1996年4月 - 1998年3月）
- ザ!世界仰天ニュース（2006年4月 - 2009年3月）
- 真相報道 バンキシャ!
- ダウンタウンDX(読売テレビ制作) - 2004年10月から2008年3月まで
- 金曜ロードショー（2009年4月 - 2011年9月）[注釈 9]
- news zero（月曜日のみ） 2020年3月まで

ほか

##### TBS系列
- TBS制作
  - 筑紫哲也 NEWS23（隔日）
  - うたばん
  - JNNイブニング・ニュース（土曜のみ）
  - JNN報道特集
  - 報道特集NEXT
  - 悪魔の契約にサイン
- MBS制作
  - 野生の王国（腸捻転解消後のTBS系列の冠スポンサー=一時は1社単独協賛で「NECアワー」として放映。解消前は親会社の住友グループの一員として協賛）
  - 地球発19時
  - 新ビーグル号探検記
  - 北緯35度の風
  - ダウトをさがせ!→オレたちのオーレ!
  - ジャングルTV 〜タモリの法則〜（1994年4月から1999年9月）
  - リアルタイム
  - サタモニ!
  - 知っとこ!（番組開始 - 2010年3月27日放送分まで）
  - サンデーモーニング（TBS系列） - 2018年3月25日放送分を最後に一時降板[注釈 10]。
  - となりのマエストロ（4月4日のTBS制作「歴史がくつがえる!?ナスカの地上絵に巨大ピラミッドが…」の特番より）
  - EXILE魂
  - 日10☆演芸パレード→エンパレ
  - ホムカミ〜ニッポン大好き外国人 世界の村に里帰り〜
  - さまぁ〜ずの世界のすげぇにツイテッタ〜
  - 林先生が驚く初耳学!（MBS制作・TBS系列） - 2018年3月25日の2時間スペシャルを最後に一時撤退。番組は引き続き継続中。
  - 甦るマヤ・1989〜失われた大神殿の謎〜（1989年9月24日）
  - 甦るマヤ・1990〜密林に眠る大王を探して〜（1990年9月2日）
  - ダンロップフェニックストーナメント（宮崎放送との共同制作・TBS系列、2001年 - 2003年・2006年 - 2007年・2018年・2019年 － 2022年。30秒×2本。ただし2018年度は3日目のみ）
  - TOTOジャパンクラシック（2019年・2021年。30秒×2本。）
- BS-TBS（旧：BS-i）制作
  - ザ・ベストホテル ワールドセレクション

##### テレビ朝日系列
- NECサンデー劇場
- 欽ちゃんのどこまでやるの!?
- 宇宙船サジタリウス（PT）
- アニメ80日間世界一周
- テスト・ザ・ネイション（協賛も兼ねていた）
- やべっちFC〜日本サッカー応援宣言〜
- いきなり!黄金伝説
- 木曜ドラマ
- クイズ雑学王（2009年10月7日の「シルシルミシルゴールデン3時間スペシャル」より※ 「相棒8」のスペシャル提供時も同様 〜 2010年3月31日の「シルシルミシルゴールデン春の3時間スペシャル」をもって降板。→2010年4月より報道ステーションの水曜日提供へ戻る）
- 報道ステーション（金曜日放送分は2010年4月から2014年3月まで、水曜日放送分は2020年3月まで並び2020年10月から2021年3月まで）
- 日曜エンターテインメント（当初は60秒。2014年10月より30秒） 2013年4月 - 2015年9月

##### フジテレビ系列
- 一千万人の劇場
- 土曜劇場（120秒）
- ゴールデン洋画劇場
- FNNニュース（土曜深夜のみ）
- ユアタイム
- グータンヌーボ(関西テレビ) - 2008年4月から2012年3月まで
- キャサリン→キャサリン三世
- 有吉弘行のダレトク!?
- ＃nakedEve
- セブンルール

##### テレビ東京
- 開運!なんでも鑑定団(テレビ東京) - 2008年4月から2011年3月まで
- 空から日本を見てみよう（2009年12月までの一時期提供。→2010年4月よりガイアの夜明けに出戻る）
- 日経スペシャル ガイアの夜明け（2010年4月から2014年3月まで、一時提供降板時期あり。その後復帰も「Crossroad」に提供枠移転に伴い再び降板。番組は今も継続中。）
- NEC Presents ミライダネ!（テレビ東京系列） - 2017年4月1日 〜 2018年3月31日[注釈 11]
- 岡本綾子のNECスーパーゴルフ（1社提供だったが末期は同社を含む複数社提供となった）
- BB-WAVE.tv 〜勝利の方程式〜（1社提供）
- NEC presents Crossroad（・一社提供→2016年10月1日放送からは当社を筆頭とした複数社提供となった）
- ドラマBiz

##### 全国独立放送協議会
- tvkニュース930α（テレビ神奈川・火曜日のみ）
- キラりん滋賀（びわ湖放送・月曜日のみ） - びわ湖放送の地元である滋賀県内にNECの工場（当時は関西日本電気、現在のルネサスエレクトロニクス）があった縁から提供されていたものと思われる。当該番組終了とともに降板。

##### ラジオ
- BEAT COASTER（FM PORT・16:55の「FM PORT Weather」のみ）